# Еніва

42°49′ пн. ш. 141°39′ сх. д. / 42.817° пн. ш. 141.650° сх. д.
Ені́ва (яп. 恵庭市, えにわし, МФА: [eɲiwa ɕi̥]) — місто в Японії, в окрузі Ісікарі префектури Хоккайдо.

## Короткі відомості
Розташоване на півдні рівнини Ісікарі. В місті знаходиться навчальна база Сил Самооборони Японії, великий парк конвалій. Станом на 1 жовтня 2008 року площа міста становила 294,87 км². Станом на 31 березня 2017 населення міста становило 69 193 осіб.